# Idioma criollo sierraleonés
El criollo sierraleonés (autoglotónimo: krio) es un idioma criollo con base léxica inglesa desarrollado en Sierra Leona, principalmente en la capital, Freetown, por los descendientes de esclavos liberados estadounidenses y cimarrones jamaicanos a partir del siglo XVIII.

## Origen y desarrollo
Tras la aparición de lenguas criollas basadas en el idioma inglés en el área del África occidental en el siglo XVIII, y con la fundación de Freetown en 1792, estos pidgin preexistentes fueron progresivamente incorporados en el habla de varios grupos en Sierra Leona entre 1787 y 1855. El pidgin inicial gradualmente evolucionó hacia un lenguaje estable, la lengua materna de los descendientes de aquellas primeras comunidades, y la lingua franca de Sierra Leona.
En la década de 1960, Thomas Decker tradujo algunas obras de Shakespeare al krio, y compuso poesía original en krio. En la década de 1980 el Nuevo Testamento fue traducido al krio.

## Características
El idioma krio es la lengua franca de unos 4 millones de sierraleoneses u otros grupos étnicos y los miles de decendentes krios de otras partes de África Occidental. Es la lengua materna de unas 500.000 personas. Está basado en el inglés, pero mezclado con elementos del idioma yoruba y del idioma igbo. De acuerdo con los datos disponibles en 2011, el krio era hablado por el 90% de la población de Sierra Leona.
El pichi es una lengua hablada en Guinea Ecuatorial derivada del krio, que llegó por primera vez a la isla de Bioko llevado por los pobladores africanos que venían de Freetown, Sierra Leona, en 1827. El pichi es el segundo idioma más hablado en el país, solo por detrás del fang y seguido de cerca por el bubi. Empleada principalmente por los fernandinos, grupo étnico establecido en Bioko, y está bastante influenciada por el español, idioma oficial de Guinea Ecuatorial.
Existen también comunidades de hablantes de krio en Gambia, Nigeria y Camerún.